# Fabien Doubey
Fabien Doubey, né le 21 octobre 1993 à Viriat (Ain), est un coureur cycliste français. Professionnel depuis 2017, il est membre de l'équipe TotalEnergies. Spécialiste du cyclo-cross à ses débuts, son palmarès comprend plusieurs titres de champion de France de cette discipline. Son frère jumeau Loïc Doubey est également cycliste.

## Biographie

### Débuts cyclistes et carrière chez les amateurs
Il est originaire de Légna dans le Jura.
Attiré par le cyclo-cross, Fabien Doubey brille rapidement dans cette discipline. En 2011, Il remporte le championnat de France de cyclo-cross juniors. Il termine aussi deuxième du championnat du monde de cyclo-cross juniors et sixième de la coupe du monde de la catégorie.
En 2014, il monte sur la troisième marche du podium lors du championnat de France de cyclo-cross espoirs. Il gagne également le titre de champion de Franche-Comté sur route devant ses coéquipiers du CC Étupes Pierre Bonnet et Guillaume Martin.
Toujours chez les espoirs l'année suivante, il devient champion de France de cyclo-cross après avoir remporté deux manches de la coupe de France de la discipline au cours de l'hiver. Il est aussi cinquième de la coupe du monde. Sur la route, il s'impose en solitaire lors de la quatrième étape du Tour Nivernais Morvan  et prend la troisième place de la Classique Champagne-Ardenne, manche de la Coupe de France DN1.
En 2016, il obtient de bons résultats sur la route et gagne notamment des étapes lors du Tour du Jura et au Tour de Côte-d'Or, où il termine également deuxième du classement général.

### Carrière professionnelle
Ses bonnes performances en cyclo-cross et sur la route permettent à Fabien Doubey de devenir stagiaire au sein de l'équipe FDJ au second semestre de l'année 2015. Il renouvelle cette expérience avec la formation française l'année suivante.
Au mois de septembre 2016, il signe un contrat de deux ans avec l'équipe continentale professionnelle Wanty-Groupe Gobert. Cette opportunité lui permet de rejoindre son ancien coéquipier du CC Étupes Guillaume Martin ainsi que Guillaume Levarlet dans la structure belge.
Il quitte l'équipe belge Circus-Wanty Gobert à la fin de l'année 2020 pour rejoindre la formation Total Direct Énergie.

## Palmarès en cyclo-cross
| - 2010-2011 - Champion de France de cyclo-cross juniors - Médaillé d'argent au championnat du monde de cyclo-cross juniors - 6e de la Coupe du monde juniors - 2013-2014 - Champion de Franche-Comté de cyclo-cross - 3e du championnat de France de cyclo-cross espoirs - 8e du championnat d'Europe de cyclo-cross espoirs - 2014-2015 - Champion de France de cyclo-cross espoirs - Coupe de France de cyclo-cross 2014 espoirs #1, Besançon - Coupe de France de cyclo-cross 2014 espoirs #2, Sisteron - 5e de la Coupe du monde espoirs - 10e du championnat d'Europe de cyclo-cross espoirs | - 2019-2020 - 3e du championnat de France de cyclo-cross - 2021-2022 - Champion de France de cyclo-cross en relais mixte - 3e du championnat de France de cyclo-cross - 2022-2023 - 2e du championnat de France de cyclo-cross en relais mixte - 2e du championnat de France de cyclo-cross - 2023-2024 - Champion de Bourgogne-Franche-Comté de cyclo-cross - 2024-2025 - Champion de France de cyclo-cross en relais mixte - Champion de Bourgogne-Franche-Comté de cyclo-cross - 3e du championnat de France de cyclo-cross |  |

## Palmarès sur route

### Amateur
| - 2014 - Champion de Franche-Comté sur route - 3e du Prix du Saugeais - 2015 - 4e étape du Tour Nivernais Morvan - 3e du championnat de Franche-Comté sur route - 3e de la Classique Champagne-Ardenne | - 2016 - 4e étape du Tour du Jura - 4e étape du Tour de Côte-d'Or - 2e du Tour d'Eure-et-Loir - 2e du Tour de Côte-d'Or - 2e du Prix d'Authoison |  |

### Professionnel
- 2025
  - Classement général du Tour du Rwanda

## Résultats sur les grands tours

### Tour de France
1 participation
- 2021 : 78e

### Tour d'Espagne
1 participation
- 2023 : 36e

## Classements mondiaux
| Année                                 | 2016  | 2017  | 2018  | 2019 | 2020 | 2021  | 2022 | 2023  | 2024 |
| ------------------------------------- | ----- | ----- | ----- | ---- | ---- | ----- | ---- | ----- | ---- |
| Classement mondial                    | 1925e | 1344e | 1491e | 487e | 381e | 1988e | 599e | 1315e | 783e |
| UCI Europe Tour                       | 1278e | 972e  | 1360e | 375e | 313e | 1346e | 463e | nc    | nc   |
| UCI Asia Tour                         | nc    | nc    | 312e  |      |      |       |      |       |      |
|                                       |       |       |       |      |      |       |      |       |      |
| Légende : nc = non classéSource : UCI |       |       |       |      |      |       |      |       |      |